# ノートン コネクトセーフ
ノートン コネクトセーフ（英: Norton ConnectSafe）は、過去に無料で公開されていたDNSサーバーである。シマンテックの基本的なセキュリティ機能が含まれており、高速で、信頼性の高いWebブラウジングを提供することができると主張している。

## 歴史
このサービスは2010年6月から提供された。無料で維持されると期待されている。
2018年11月15日をもって、Norton ConnectSafeのサービスを停止し、サポートも終了となった。

## 機能性
ユーザーは、ノートンのDNSサーバへのDNSサーバーのアドレスを設定することにより、ノートンDNSを利用することができる。WindowsとMac OS X用のクライアントソフトウェアを使用することにより、自動的にこれらの設定で利用することが可能である。Android版も提供されている。

## IPv4 アドレス
シマンテックのウェブサイトによると、ユーザーのためにDNSサーバーを希望のフィルタリングの程度に応じてフィルタリングできる、次のDNSサーバーを提供している。
セキュリティー
- 199.85.126.10
- 199.85.127.10

セキュリティとポルノ
- 199.85.126.20
- 199.85.127.20

セキュリティ、ポルノと "その他"
- 199.85.126.30
- 199.85.127.30

シマンテックによると、"その他"のウェブサイトは成人向けコンテンツ、中絶、アルコール、犯罪、カルト、麻薬、ギャンブル、憎悪、性的指向、自殺、タバコや暴力が含まれているサイトが含まれている。